# Cardiocrinum
Genre
Classification phylogénétique
Cardiocrinum est un genre de plantes géophytes et monocarpiques de la famille des Liliaceae. Originaire de Chine jusqu'au Japon, ce genre compte environ 5 espèces.
Très proche du genre Lilium il s'en distingue par des feuilles entières et cordiformes.
Les inflorescences mesurent de 50 cm à plus de 3 m de hauteur. Elles sont composées de fleurs allongées en forme de trompettes, blanches à verdâtres et quelques espèces possèdent des macules brunes allongées dans le cœur de la fleur.

## Principales espèces
- Cardiocrinum giganteum
- Cardiocrinum giganteum var. yunnanense
- Cardiocrinum cathayanum
- Cardiocrinum cordatum
- Cardiocrinum cordatum var. glehnii